# Hawker Siddeley P.1127
Le Hawker Siddeley P.1127 et le Hawker Siddeley Kestrel FGA.1 sont des prototypes d'avion chasseur-bombardier produits par la Bristol Aeroplane Company en 1957. Il s'agit du premier aéronef à voilure fixe à être doté d'une capacité de décollage et atterrissage verticaux (ADAV) et ainsi à expérimenter la technique de la poussée vectorielle.

## Aux origines du décollage vertical
Michel Wibault crée après guerre un bureau d'études avec l'aide financière de la famille Rockefeller. Il dépose en 1954 un brevet sur le concept de l'emploi de tuyères orientables pour un avion à décollage vertical,. Le décollage est assuré par quatre soufflantes orientables placées autour du centre de gravité de l'avion. La puissance est délivrée par un turbopropulseur Bristol Orion. Ce dernier est développé pour motoriser les projets du Breguet Br.1010 Aptérion et du Gyroptère. Il ne convainc pas les services officiels français mais soulève l'intérêt du Mutual Weapons Development Programme (MWDP) de l'OTAN, basé à Paris.
Un rapport est transmis à Bristol Aero Engines (en). Avec un ingénieur de cette firme, Gordon Manns Lewis (en) et sous l'autorité de Stanley Hooker, ils adaptent ce concept et déposent un brevet de réacteur à poussée vectorielle en 1957. À partir du Bristol BE53 dérivé du brevet, Sidney Camm et son bureau d'études conçoivent le prototype Hawker Siddeley P.1127 autour du Bristol Pegasus.
Le premier vol a lieu le 19 novembre 1960.

## Historique du service
Les trois premiers exemplaires s'écrasèrent, dont un à l'occasion du Salon international de l'aéronautique et de l'espace de Paris-Le Bourget de 1963.
Destiné à être utilisé par l'aéronautique navale (porte-avions), le P.1127 fut testé par la Luftwaffe (Allemagne de l'Ouest), par la Royal Air Force (Royaume-Uni) et également par l'US Navy, l'US Air Force ainsi que par l'US Army. Des améliorations seront apportées à l'aéronef, tels que des ailes en flèche et des moteurs Pegasus plus puissants. Des vols ultérieurs seront menés par des pilotes américains et par la NASA au cours des années 1960. Les travaux connexes de la Bristol Aeroplane Company sur un avion supersonique, le Hawker Siddeley P.1154, sont annulés en 1965.
Le P.1127 restera à un statut de prototype (six exemplaires en seront produits, ainsi que neuf Kestrel) mais sera toutefois à la base du développement du Hawker Siddeley Harrier.